# Cultura FM (Campinas)
Cultura FM foi uma emissora de rádio brasileira de Campinas. Operava na freqüência 99.1 MHz em FM.

## História
A concessão é datada do final da década de 1940. No entanto, as transmissões no prefixo só começaram em 1976 com o nome de Brasil FM Pop. A programação ia das seis horas da manhã a uma da madrugada, tocando músicas nacionais e internacionais. 
Na metade da década de 80, uma mudança de nome trouxe junto uma polêmica. A emissora tenta a utilização do nome Rádio Cidade, mas tem o direito negado na Justiça, já que havia uma outra rádio com esse nome em Campinas. A saída foi a troca para Sucesso da Cidade, que apostava em uma grade com estilo eclético. Em 1985, uma nova troca de nome e o estilo é mudado completamente. Entra no ar a 99 FM, de segmento jovem e que acabar por entrar na área de eventos, promovendo vários shows na cidade. 
Mas a 99 FM não durou muito tempo. Na década de 1990, entra no ar a Cultura FM (mesmo nome da razão social), que apostava em uma programação mais sóbria de estilo adulto contemporâneo.

### All news na FM
Primeira afiliada da Rede CBN no interior, a CBN Campinas já operava no dial da antiga Cultura AM desde 1991. Em 1999, com o aumento da migração dos anúncios para o sistema FM, a Cultura FM chega ao fim e abre espaço para a entrada da CBN nos 99.1 MHz. Até junho de 2001 - quando migrou em definitivo para a atual frequência - a transmissão da CBN Campinas se deu tanto no AM quanto no FM.
No ano seguinte, o canal AM foi transformado na Rádio Globo Campinas, que ficou no ar até 31 de maio de 2018, quando no dia seguinte voltou a retransmitir a CBN Campinas.